# Luis Ponce de León
Luis Ponce de León (? – 1526. július 20.) bíró, 1526. július 4-től 1526. július 16-ig Új-Spanyolország kormányzója. Juan Ponce de León fia.

## Életrajza
Luis Ponce de León művelt ember és Córdoba lovagja, ezen kívül Martín de Córdoba, Toledo corregidorának barátja és segítője volt.
1525-ben azután nevezték ki kormányzónak, hogy az Új-Spanyolország gondjairól szóló hírek kezdtek eljutni I. Károly spanyol király udvarába és az Indiai Tanács elé.
1524-ben Hernán Cortés kormányzó értesült Cristóbal de Olid hondurasi felkeléséről, majd Honduras felé indult, az általa kormányzott Új-Spanyolországot a kincstári tisztviselőire bízva. Távolléte alatt a kormányzás kaotikusan lett megosztva a Cortés-pártoló és Cortés-ellenzők között. Mexikóvárosba és Spanyolországba olyan pletykák érkeztek, hogy Cortés a Hondurasba vezető úton meghalt. I. Károly király juicio de residenciát (vizsgálóbizottságot) hozott létre, hogy kivizsgálják mi történt Cortés-zel, és hogy megállapítsák a gyarmat valós helyzetét és az átmeneti kormányzat állapotát.
Ezen parancsok végrehajtására a király Luis Ponce de Leónt nevezte ki a vizsgálóbizottság bírájává. Ekkor lett egyúttal Új-Spanyolország kormányzója is, fizetése pedig 3000 aranydukát volt. Ponce de León 1526. február 2-án hajózott ki Sanlúcar de Barramedából. Májusban Cortés visszatért Mexikóvárosba, és folytatta a kormányzást. Ponce 1526. május 31-ig Hispaniolában ragadt, ahol megjavították a hajóját, majd júniusban folytatta az útját Mexikóvárosba. 1526. július 5-én jelentkezett a város önkormányzatánál. Magával vitte a Toledóban 1525. november 4-én kelt királyi rendeletet is, amely alapján a területen övé a hatalom. Ekkor Cortés a döntést elfogadva lemondott a posztjáról.
Ponce de León a város minden tisztviselőjét meghagyta a helyén. Nagyjából 65 éves és lázas beteg volt, amit Veracruzba való érkezésekor kapott el. A láz nem múlt el a fővárosba tartó 12 napos út alatt sem, sőt még az ottléte alatt sem csillapodott. Hivatalba lépése után visszavonult a közügyek intézésétől, melyeket a vele együtt a gyarmatokra utazó Marcos de Aguilarnak adott át. Aguilarnak is királyi kinevezése volt és 1526 július 6-án vette át a kormányzást. 
Négy nappal később Ponce de León meghalt. A temetésére Mexikóváros első plébániatemplomában került sor, a Plaza Mayorral szemben. A szintén idős Aguilar is csak rövid ideig uralkodott. Azt feltételezték, hogy Cortés mérgezte meg a két királyi tisztviselőt.

## Fordítás
Ez a szócikk részben vagy egészben  a   Luis Ponce de León című angol Wikipédia-szócikk fordításán alapul.  Az eredeti cikk szerkesztőit annak laptörténete sorolja fel. Ez a jelzés csupán a megfogalmazás eredetét és a szerzői jogokat jelzi, nem szolgál a cikkben szereplő információk forrásmegjelöléseként.